# Википедија на језику гуџарати
Википедија на језику гуџарати јест издање Википедије, слободне енциклопедије, на гуџаратију које данас има више од 15.000 чланака и заузима 89. место на списку језичких издања Википедије према броју чланака.